# Мементо
 Тази статия е за филма от САЩ.  За филма от Република Македония, вижте Мементо (филм от Република Македония).  
„Мементо“ (на английски: „Memento“ от латински „Помни“) е американски филм, психологически трилър, режисиран от Кристофър Нолан въз основа на негов собствен сценарий, базиран на разказа на брат му Джонатан Нолан „Memento Mori“. В главната роля е Гай Пиърс.

## Сюжет
Ленард Шелби е човек страдащ от антероградна амнезия, която му пречи да съхранява нови спомени в паметта си.

## В ролите
| Изпълнител        | Роля                     |
| ----------------- | ------------------------ |
| Гай Пиърс         | Ленард Шелби             |
| Кери-Ан Мос       | Натали                   |
| Джо Пантолиано    | Теди (Джон Едуард Гемел) |
| Джорджа Фокс      | Жената на Ленард         |
| Стивън Тоболовски | Сами                     |
| Калъм Кийт Рени   | Дод                      |

## Награди и номинации
| Награда                              | Категория                                     | Номиниран(и)                                        | Резултат  |
| ------------------------------------ | --------------------------------------------- | --------------------------------------------------- | --------- |
| Награди на филмовата академия на САЩ | Най-добър филмов монтаж                       | Доди Дорн                                           | номинация |
| Награди на филмовата академия на САЩ | Най-добър оригинален сценарий                 | Кристофър Нолан (сценарий), Джонатан Нолан (разказ) | номинация |
| Златен глобус                        | Най-добър сценарий                            | Кристофър Нолан                                     | номинация |
| Сателит                              | Най-добър филм – драма                        | Най-добър филм – драма                              | номинация |
| Сателит                              | Най-добър режисьор                            | Кристофър Нолан                                     | номинация |
| Сателит                              | Най-добър оригинален сценарий                 | Кристофър Нолан                                     | номинация |
| Сателит                              | Най-добър актьор в драматичен филм            | Гай Пиърс                                           | номинация |
| Сатурн                               | Най-добър екшън, приключенски или трилър филм | Най-добър екшън, приключенски или трилър филм       | награда   |
| Сатурн                               | Най-добър актьор                              | Гай Пиърс                                           | номинация |
| Емпайър                              | Най-добър режисьор                            | Кристофър Нолан                                     | номинация |